# Argonia
Argonia är en ort i Sumner County i Kansas. Orten har fått sitt namn efter det mytologiska skeppet Argo. Vid 2010 års folkräkning hade Argonia 501 invånare.